# Pretty Together
Albums de Sloan
Between the Bridges
(1999) Action Pact
(2003)
Pretty Together est le sixième album du groupe canadien Sloan. Il est paru sous le label Murderecords en 2001, et est souvent considéré comme l'album le plus abouti du groupe. On y retrouve toujours les influences années 60 et 70 ainsi que celles du début des années 1990, mais la tonalité d'ensemble est plus mélancolique avec plus de chansons calmes que sur les albums précédents. Au Canada, If It Feels Good Do It et The Other Man sont deux gros tubes. The Other Man montre un autre aspect de l'écriture de Chris Murphy par rapport aux morceaux plus rock qu'il avait l'habitude de proposer au groupe.
If It Feels Good Do It apparaît dans le film The Girl Next Door.

## Titres
Toutes les chansons sont de Sloan.
1. If It Feels Good Do It – 3 min 57
2. In The Movies – 3 min 34
3. The Other Man – 3 min 54
4. Dreaming Of You – 3 min 44
5. Pick It Up And Dial It – 3 min 36
6. The Great Wall – 3 min 11
7. The Life Of A Working Girl – 3 min 47
8. Never Seeing the Ground For The Sky – 4 min 48
9. It's In Your Eyes – 4 min 31
10. Who You Talkin' To? – 3 min 15
11. I Love A Long Goodbye – 3 min 9
12. Are You Giving Me Back My Love? – 3 min 20
13. Your Dreams Have Come True – 3 min 22

B-sides
- Had Enough (Bonus sur le cd japonais)
- Helen (Bonus sur le cd japonais)
- Pretty Together (demo) (sur la compilation Comes With A Smile vol 13)

Singles extraits de l'album
- If It Feels Good Do It (2001)
- The Other Man (2001)

## Anecdote
- Le single The Other Man est l'une des chansons les plus populaires de Sloan. Elle évoque l'histoire d'un triangle amoureux entre trois membres de la communauté musicale indépendante canadienne, inspirée de la relation de Chris Murphy avec Leslie Feist : pendant que Murphy sortait avec Feist, elle était également avec Andrew Whiteman de Broken Social Scene[1].